# Rochagem
Rochagem é a prática de recuperar a fertilidade de solos pobres e lixiviados através do uso de misturas de rochas, ou pó de rocha. Essa prática torna possível a substituição do uso de fertilizantes químicos, abaixando o custo e impacto ambiental.

## Rochagem e Potássio
O potássio é um elemento químico indispensável para a vida por entrar na composição do núcleo das células e estar envolvido em vários processos metabólicos das plantas, como ativação enzimática, controle osmótico de fluxo de água, produção e quebra das cadeias de carboidratos e balanço de cargas. Registros de sua importância na agricultura são encontrados desde a antiguidade, onde era utilizado na forma de cinzas resultantes da queima de árvores ou peixes.

## Pós de rocha mais usados
A seguir estão apresentados os principais minerais de potássio e os respectivos teores de K2O equivalente:
| Categoria               | Minerais principais | Fórmula Química | K2O equivalente (%) |
| ----------------------- | ------------------- | --------------- | ------------------- |
| Pó de rocha mais usados | Silvita             | KCl             | 60                  |
|                         | Sulfato de Potássio | K2SO4           | 50                  |

O pó de rocha mais conhecido como fonte de potássio é o Cloreto de Potássio (KCl), obtido a partir do sal silvita, formado pela deposição química em bacias sedimentares evaporíticas.  Em leitos sólidos, a profundidades inferiores a 1400 metros, são extraídos principalmente por métodos convencionais de mineração subterrânea mecanizada. Outro método consiste na dissolução a partir da injeção de água. O processamento consiste na britagem, moagem, deslamagem, separação seletiva dos minerais e secagem, com a obtenção do produto final. Outra fonte conhecida é o Sulfato de Potássio, formado em depósitos de origem marinha e salmouras, por exemplo, o Grande Lago Salgado em Utah, o Lago Searles na Califórnia, o Mar Morto, entre Israel e Jordânia.

## Pós de rocha usados menos conhecidos
| Categoria                   | Minerais principais | Fórmula Química                                            | K2O equivalente (%) |
|                             | Langbeinita         | K2SO4.2MgSO4                                               | 22                  |
| Pó de rocha menos conhecido | Nitrato de Potássio | NaNO3/KNO3                                                 | 14                  |
|                             | Glauconita          | K1,2-2,0(Fe, Al, Mg,)4,0(Si7,0-7,6Al0,4-1,0)O2,0(OH)4.nH2O | 6-10                |

Outros tipos de pó de rocha, menos conhecidos, porém com eficiência agronômica comprovada. A Langbeinita é um pó de rocha extraído em Carlsbad, Novo Mexico. Comercialmente é vendida como K-Mag®.
O Nitrato de Potássio (Salitre do Chile) tem registros de utilização como fertilizante desde início do século XX. A principal jazida ocorre no deserto do Atacama, Chile. A extração é feita através do uso da água como solvente, seguida por granulação a partir do aquecimento e resfriamento.  O Siltito Glauconítico é usado desde o século XVIII nos Estados Unidos. Em New Jersey (USA), a glauconita ocorre em rochas denominadas Greensand, cujos registros de aplicação agronômica datam de 1760. Comercialmente, o Siltito Glauconítico é vendido no Brasil como K Forte® e nos Estados Unidos como Super Greensand®.  

## Pós de rocha em estudo
| Categoria             | Minerais principais     | Fórmula Química                 | K2O equivalente (%) |
|                       | Polihalita              | K2MgCa2(SO4)4*2H2O              | 15                  |
| Pó de rocha em estudo | Micas                   | (K, Al)2(Mg,Fe)2(OH)2(AlSi3O10) | 5-10                |
|                       | Nefelina (feldspatóide) | (Na,K)(Al,Si)2O4                | 5-10                |
|                       | Feldspatos alcalinos    | (K,Na)AlSi3O8                   | 5-15                |

A polihalita é um mineral formado pela evaporação de mares pré-históricos. Possui o maior índice salino entre as rochas potássicas. O mica-xisto é uma rocha metamórfica composta basicamente por micas, quartzo e minerais acessórios. A rocha tem sido avaliada como fonte de potássio, porém Reis (2013) obteve baixos teores de potássio solúvel, recomendando a realização de estudos mais detalhados.  O fonolito, rocha vulcânica de granulometria fina, composta por feldspato potássico e feldspatóides, pode ser usado como fonte de potássio, necessitando de maiores estudos para comprovação de sua eficiência. Conforme Teixeira et al (2012), é necessária uma análise da liberação de metais potencialmente tóxicos pela rocha, como por exemplo, cromo e cádmio, quando esta é colocada em contato com extratores adequados.